# Omgevingsanalyse
Een omgevingsanalyse brengt factoren in kaart, die niet beïnvloedbaar zijn, maar waar rekening mee moet worden gehouden. Voorbeelden hiervan zijn het economisch klimaat, sociaal-culturele ontwikkelingen en veranderende wetten en regels.

## Onderzoek
In een omgevingsanalyse wordt onder andere onderzocht:
- Wet- en regelgeving: vergunningen, bestemmingsplan.

Voorbeeld: Het beroepsvervoer heeft te maken met regels over de CO2 uitstoot van diesel.
- Economische klimaat: de economische ontwikkeling is van invloed op het uitgavenpatroon van consumenten en bedrijven.

Voorbeeld: In een economische recessie zijn banken voorzichtiger met het verstrekken van leningen. Dat heeft zijn neerslag op de bestedingen van consumenten, waardoor ondernemers hun omzet zien dalen en de kosten zien stijgen.
- Politieke ontwikkelingen: politiek beleid.

Voorbeeld: Afschaffen van de hypotheekrenteaftrek heeft gevolgen voor de huizenmarkt. Makelaars en hypotheekadviseurs merken dat in hun omzet.
- Technologische ontwikkelingen

Voorbeeld: Voor de handelaars in boeken en dvd´s heeft de ontwikkeling van internet een omzetafname tot gevolg. Voor veel ondernemers levert internet ook een nieuwe manier van verkopen op: via webwinkels.
- Demografische ontwikkelingen: bevolkingssamenstelling, nieuwe wijken.

Voorbeeld: Het aandeel ouderen neemt toe in de bevolkingssamenstelling. Dit is positief voor leveranciers van producten of diensten voor ouderen, bijvoorbeeld rollator-leveranciers.
- Sociaal-culturele ontwikkelingen

Voorbeeld: Bepaalde culturele activiteiten zoals het suikerfeest kunnen voor u een mogelijkheid ter promotie bieden.
- Overig: infrastructurele ontwikkelingen, afhankelijkheid leverancier.

Voorbeeld: U heeft een supermarkt en het grootste deel van uw klanten komt uit een nieuwbouwwijk. De aanleg van een tramverbinding tussen uw bedrijf en deze wijk zorgt ervoor dat uw omzet kan groeien